# Число Трофимова
Число́ Трофи́мова — это наибольший общий делитель порядков классов сопряженных неинвариантных подгрупп конечной группы.

## Происхождение
Оно появилось в работе П. И. Трофимова в "Сибирском математическом журнале" в 1962 году, где было доказано, что если этот наибольший общий делитель больше единицы, то он является простым числом, а группа разрешима. Чуть позже в 1965 году в журнале "Известия вузов" им было доказано, что если указанное число больше единицы, то группа сверхразрешима.
Уже первая работа П. И. Трофимова о транзитивно коммутативных группах (1947), т. е. группах, у которых любые два неединичных элемента, перестановочных с третьим неединичным элементом, перестановочны между собой, была замечена специалистами. Трофимов изучал влияние числа классов сопряженных неинвариантных подгрупп на строение конечной группы.

## Употребление термина
В мировую алгебраическую литературу вошел термин "число Трофимова". Сам Трофимов этот термин не употреблял.
Он появился в 1964 году в работе Кристофа Херинга, установившего необходимое и достаточное условие того, что оно больше единицы. Число Трофимова для бесконечных групп рассматривал Л. Шифельбуш.
В обзоре "Конечные группы" С. А. Чунихина и Л. А. Шеметкова отмечено, что исследования П. И. Трофимова были продолжены В. А. Ведерниковым и А. П. Кохно. Из недавних работ можно отметить статью В. С. Монахова и Т. В. Бородич ("Математические заметки" 2009). Интерес к изучению аналогов числа Трофимова продолжается и в работах зарубежных математиков (А. Бельтран и др.).